# Eleições municipais de Rio Grande (Rio Grande do Sul) em 1992
A eleição municipal de Rio Grande em 1992 ocorreu em 3 de outubro de 1992. O prefeito era Ademir Casartelli (PC do B), que ascendeu em meados de 1992, após a renúncia do prefeito Paulo Vidal (PT), de quem era vice.
Foram apurados 96.513 votos, dos quais 39.766 mil foram dados ao candidato do PSDB, Alberto José Barutót Meirelles Leite, que foi eleito, sendo seguido por Glei Santana (PDT), que obteve 14.501 mil votos, e Abel Dourado (PDS), que recebeu 13.989 votos.
O candidato a vereador mais votado foi Wilson Mattos Branco do PMDB, que recebeu 2.041 votos.